# Хачанов Карен Абгарович
Карен Абгарович Хачанов (рос. Каре́н Абга́рович Хача́нов) — російський тенісист вірменського походження.

## Значні фінали

### Турніри серії Мастерс

#### Одиночний розряд: 1 титул
| Результат | Рік  | Турнір        | Поверхня | Супротивник    | Рахунок  |
| --------- | ---- | ------------- | -------- | -------------- | -------- |
| Перемога  | 2018 | Paris Masters | Хард (i) | Новак Джокович | 7–5, 6–4 |

#### Пари: 1 фінал
| Результат | Рік  | Турнір        | Поверхня | Партнер        | Супротивникии            | Рахунок               |
| --------- | ---- | ------------- | -------- | -------------- | ------------------------ | --------------------- |
| Поразка   | 2018 | Miami Open    | Хард     | Андрій Рубльов | Боб Браян Майк Браян     | 6–4, 6–7(5–7), [4–10] |
| Поразка   | 2019 | Paris Masters | Хард     | Андрій Рубльов | П'єр-Юг Ербер Ніколя Маю | 4–6, 1–6              |

## Фінали турнірів ATP

### Одиночний розряд: 11 (7 титулів, 4 поразки)
| Легенда                           |
| --------------------------------- |
| Турніри Великого шлему (0–0)      |
| Теніс на Олімпійських іграх (0–1) |
| Фінал ATP (0–0)                   |
| Тур ATP Мастерс 1000 (1–1)        |
| Тур ATP 500 (0–1)                 |
| Тур ATP 250 (6–1)                 |

| Фінали за покриттям |
| ------------------- |
| Тверде (7–4)        |
| Ґрунт (0–0)         |
| Трава (0–0)         |

| Фінали за умовами |
| ----------------- |
| Під небом (3–3)   |
| У залі (4–1)      |

| Результат | В-П | Дата     | Турнір                              | Tier         | Покриття   | Опонент                | Рахунок                 |
| --------- | --- | -------- | ----------------------------------- | ------------ | ---------- | ---------------------- | ----------------------- |
| Перемога  | 1–0 | Жов 2016 | Chengdu Open, КНР                   | ATP 250      | Тверде     | Альберт Рамос Віньолас | 6–7(4–7), 7–6(7–3), 6–3 |
| Перемога  | 2–0 | Лют 2018 | Open 13, Франція                    | ATP 250      | Тверде (i) | Люка Пуй               | 7–5, 3–6, 7–5           |
| Перемога  | 3–0 | Жов 2018 | Кубок Кремля, Росія                 | ATP 250      | Тверде (i) | Адріан Маннаріно       | 6–2, 6–2                |
| Перемога  | 4–0 | Лис 2018 | Мастерс Париж, Франція              | Masters 1000 | Тверде (i) | Новак Джокович         | 7–5, 6–4                |
| Поразка   | 4–1 | Сер 2021 | Теніс на Олімпійських іграх, Японія | Olympics     | Тверде     | Александр Зверєв       | 3–6, 1–6                |
| Поразка   | 4–2 | Січ 2022 | Adelaide International, Австралія   | ATP 250      | Тверде     | Гаель Монфіс           | 4–6, 4–6                |
| Перемога  | 5–2 | Вер 2023 | Zhuhai Championships, КНР           | ATP 250      | Тверде     | Йосіхіто Нісіока       | 7–6(7–2), 6–1           |
| Перемога  | 6–2 | Лют 2024 | Qatar ExxonMobil Open, Катар        | ATP 250      | Тверде     | Якуб Меншик            | 7–6(14–12), 6–4         |
| Перемога  | 7–2 | Жов 2024 | Almaty Open, Казахстан              | ATP 250      | Тверде (i) | Gabriel Diallo         | 6–2, 5–7, 6–3           |
| Поразка   | 7–3 | Жов 2024 | Vienna Open, Австрія                | ATP 500      | Тверде (i) | Джек Дрейпер           | 4–6, 5–7                |
| Поразка   | 7–4 | Лип 2025 | Мастерс Канада, Канада              | ATP 1000     | Тверде     | Бен Шелтон             | 6–7(5–7), 6–4, 7–6(7–3) |

### Парний розряд: 5 (1 титул, 4 поразки)
| Легенда                |
| ---------------------- |
| Grand Slam (0–0)       |
| ATP Фінали (0–0)       |
| ATP Masters 1000 (1–2) |
| ATP 500 (0–1)          |
| ATP 250 (0–1)          |

| Фінали за покриттям |
| ------------------- |
| Тверде (0–3)        |
| Ґрунт (1–0)         |
| Трава (0–1)         |

| Фінали за умовами |
| ----------------- |
| Під небом (1–3)   |
| У залі (0–1)      |

| Результат | В-П | Дата     | Турнір                                      | Tier         | Покриття   | Партнер        | Опоненти                   | Рахунок               |
| --------- | --- | -------- | ------------------------------------------- | ------------ | ---------- | -------------- | -------------------------- | --------------------- |
| Поразка   | 0–1 | Бер 2018 | Відкритий чемпіонат Маямі з тенісу, США     | Masters 1000 | Тверде     | Андрій Рубльов | Боб Браян Майк Браян       | 6–4, 6–7(5–7), [4–10] |
| Поразка   | 0–2 | Лис 2019 | Мастерс Париж, Франція                      | Masters 1000 | Тверде (i) | Andrey Rublev  | П'єр-Юг Ербер Ніколя Маю   | 4–6, 1–6              |
| Перемога  | 1–2 | Тра 2023 | Мастерс Мадрид, Іспанія                     | Masters 1000 | Ґрунт      | Andrey Rublev  | Роган Бопанна Меттью Ебден | 6–3, 3–6, [10–3]      |
| Поразка   | 1–3 | Чер 2024 | Queen's Club Championships, Велика Британія | ATP 500      | Трава      | Тейлор Фріц    | Ніл Скупскі Майкл Вінус    | 6–4, 6–7(5–7), [8–10] |
| Поразка   | 1–4 | Січ 2025 | Hong Kong Tennis Open, Гонконг              | 250 Series   | Тверде     | Andrey Rublev  | Сандер Арендс Люк Джонсон  | 5–7, 6–4, [7–10]      |

## Зовнішні посилання
- Досьє на сайті Асоціації тенісних професіоналів [Архівовано 4 червня 2019 у Wayback Machine.]